# Diefenbaker Canada Centre

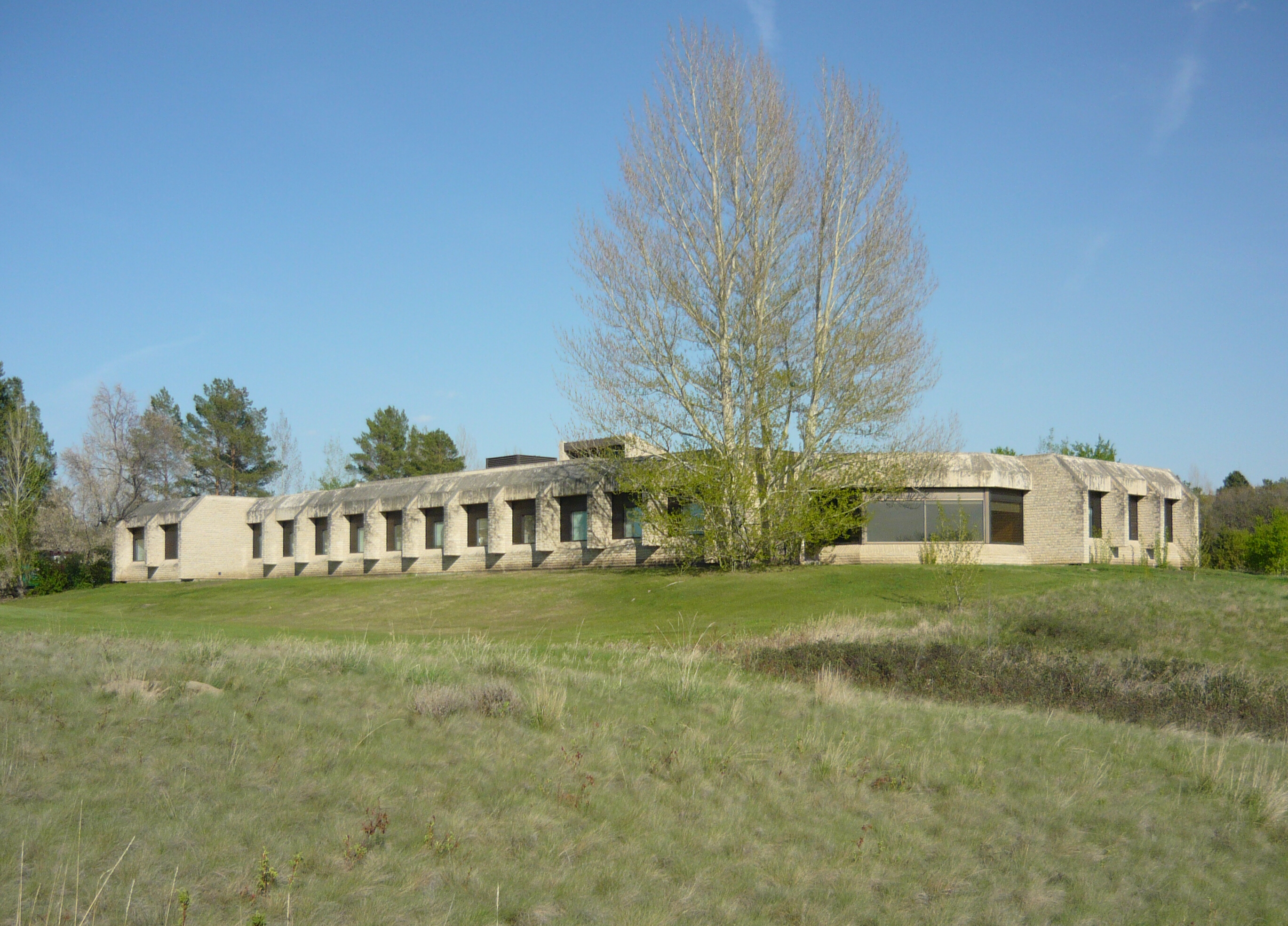
Diefenbaker Canada Centre

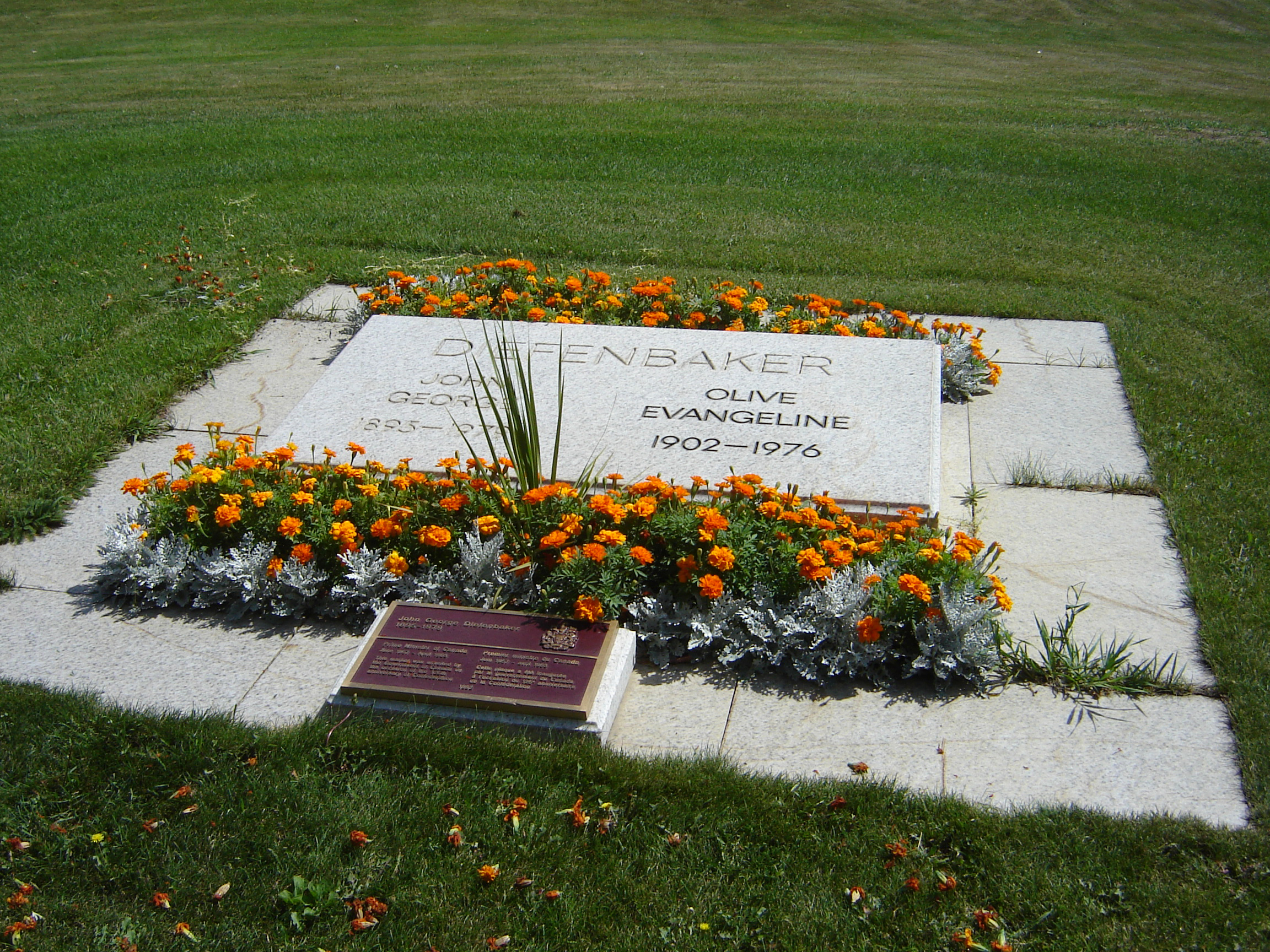
Grab von John und Olive Diefenbaker

Das The Right Honourable John G. Diefenbaker Centre for the Study of Canada (inoffiziell Diefenbaker Canada Centre) ist ein Museum und Archiv in der kanadischen Stadt Saskatoon. Es befindet sich auf dem Campusgelände der University of Saskatchewan und wurde zu Ehren von John Diefenbaker (1895–1979), dem 13. Premierminister Kanadas, errichtet.
Nach seiner Wahl zum Kanzler der University of Saskatchewan im Jahr 1969 versprach Diefenbaker, der Universität ein Grundstück zu schenken, unter der Voraussetzung, dass darauf ein Museums- und Archivgebäude zur Aufbewahrung seiner Erinnerungsstücke gebaut würde. Als Vorbild diente ihm dabei die Harry S. Truman Presidential Library and Museum in Independence (Missouri), das er zuvor besucht hatte. Die Universität nahm Diefenbakers Angebot an, die Eröffnung des Diefenbaker Canada Centre erfolgte am 12. Juni 1980.
Das Museum beherbergt eine Ausstellung über das Leben und die Karriere Diefenbakers. Dazu gehören auch die Nachbildungen des Premierministerbüros und des Saals des Kronrates, wie sie während seiner Regierungszeit (1957–1963) auf Parliament Hill in Ottawa bestanden. Ein Teil des Museumgebäudes dient für Wanderausstellungen.
Im Archiv werden persönliche und berufliche Schriften, Fotografien und audiovisuelle Aufnahmen aufbewahrt. Diefenbaker und Richard Bedford Bennett sind die einzigen Premierminister, deren Schriften nicht von Library and Archives Canada aufbewahrt werden. Auf der Grünfläche vor dem Zentrum befinden sich die Gräber des Ehepaars Diefenbaker.